# Franky仲村
Franky仲村（日語：フランキー 仲村，10月22日—），日本男演員、配音員。劇團「在阪劇團『激富』」的團長。出身於大阪府。A型血。

## 人物簡介
1986年至1998年加入劇團☆新感線開始從事大阪當地的舞台巡迴表演、電視劇及電影的演員工作。
1990年，舞台劇團『激男富田林』成立。
1992年，劇團團名改成「在阪劇團『激富』」。並就任劇團團長，同時兼任編劇、演出。現為舞台專科學校講師。

## 演出作品

### 電視劇
關西電視台
- 斬·旋風刃行 ～首獲陣～（1997年）
- （2000年3月11日）
- 魔法（2001年11月25日）－Viking演員 源五郎
- 劍龍記
- 忍法帖 第1、2話（2008年10月28日、11月4日）

其它電視台、平台
- 時空警察Wecker D-02（日语：時空警察ヴェッカーD-02）（2002年2月14日，朝日電視台）－PHASE 4 宮本武藏
- 超能力少女（日语：MAYA 真夜中の少女）（2003年3月8日，BS日本）
- 喫茶家（2006年2月1日－2月22日，Cable West（日语：ケーブルウエスト））

### 電影
- 燃（1999年5月3日，導演：三原光尋，Little More）－野田源介
- （2001年12月8日，導演&剪輯：元木隆史（日语：元木隆史），Bitters End／Sleepin）－上班族
- （2001年9月15日，導演&編劇：安田真奈（日语：安田真奈），Company Films）－店員
- 美少女探偵 ～飛鳥風～（2003年5月17日，導演：龜井弘明，Engel's）
- 幸福的開關（2006年10月14日，導演&編劇：安田真奈，東京Theatres（日语：東京テアトル））

### 舞台
- 秀吉死！
- 夏嵐 ～～

等多數

### 遊戲
1997年
- 幕末浪漫 月華劍士（曉武藏（日语：暁武蔵））

1998年
- 幕末浪漫第二幕·月華劍士 ～月下芳華、委地之花～（曉武藏[注 1]）

1999年
- 武力 ～BURIKI ONE～（日语：武力 〜BURIKI ONE〜）（帕特里克·凡·海汀）

### CD
- 幕末浪漫 月華劍士
- 武力 BURIKI ONE in TOKYO WORLD GRAOOLE TOURNAMENT'99

## 腳註

### 來源
1. 1 2 3 4  .   [2017-01-03]. （原始内容存档于2020-02-12） （日语）.
2. 1 2 3  .   [2017-01-03]. （原始内容存档于2017-05-03） （日语）.

## 外部連結
- 在阪劇團「激富」公式官網（页面存档备份，存于） （日語）
- 在阪劇團「激富」公式部落格（页面存档备份，存于） （日語）
- Franky仲村的X（前Twitter） （日語）
- 在阪劇團「激富」公式的X（前Twitter） （日語）